# Уолсингем, Томас (хронист)

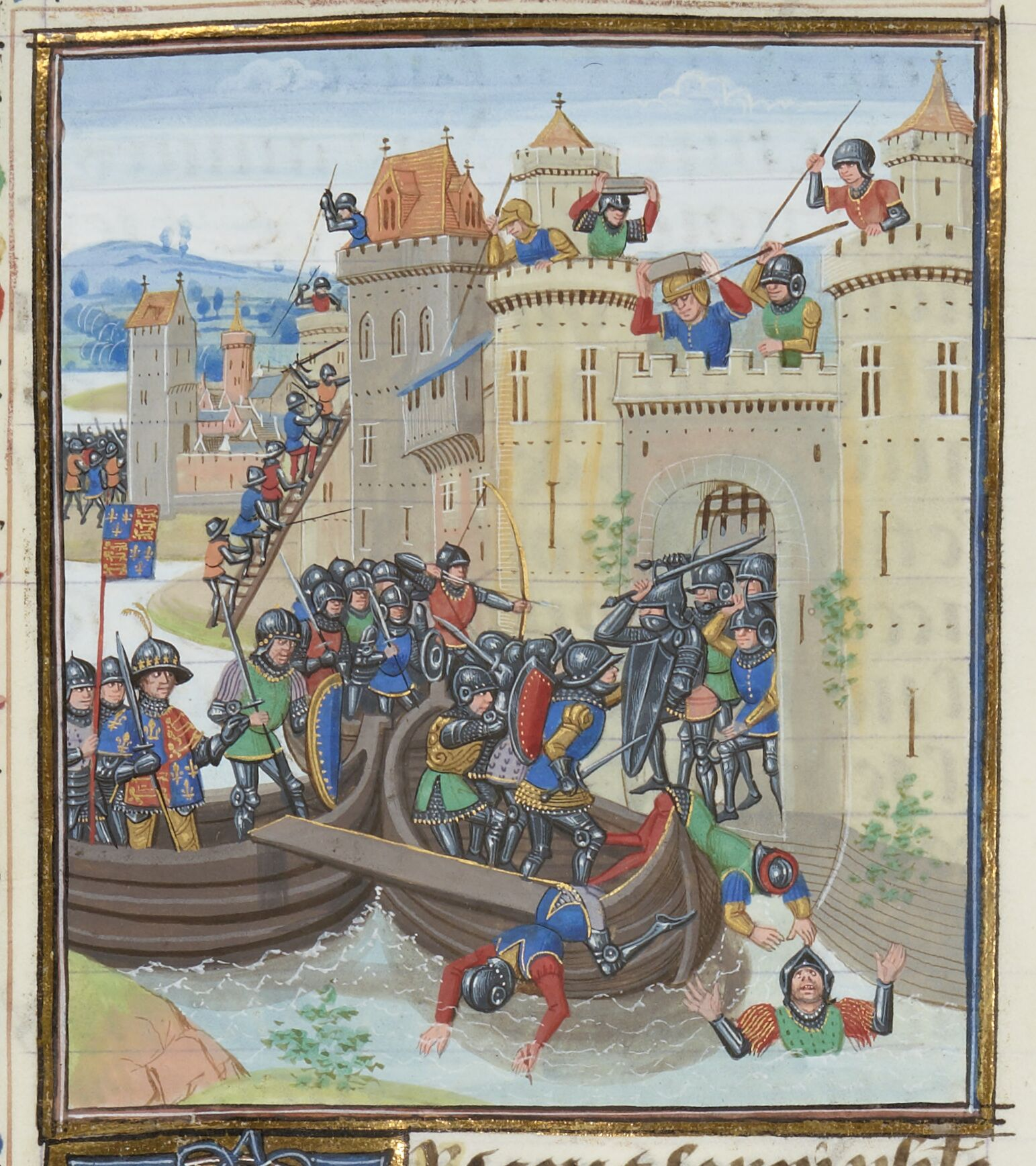
Осада англичанами Турне. Миниатюра из рукописи «Хроник Сент-Олбанса» Томаса Уолсингема. 1460 г.

Томас Уолсингем (англ. Thomas Walsingham, лат. Thomas Walsinghamus; около 1340 — 1422) — английский хронист и историк, монах-бенедиктинец из аббатства Св. Альбана (Сент-Олбанс). Один из летописцев Столетней войны и восстания Уота Тайлера.

## Биография

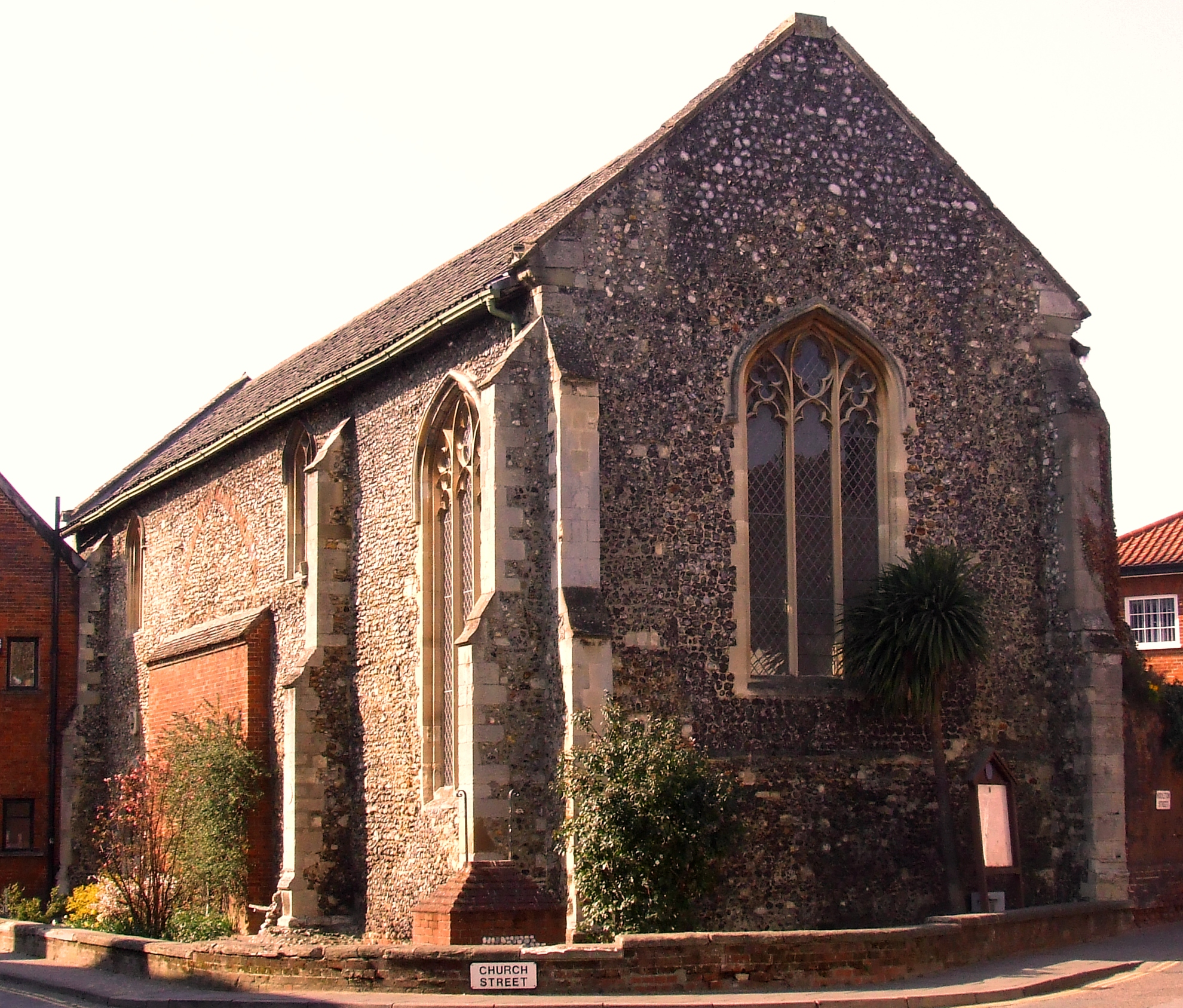
Часовня Св. Томаса Бекета приората бенедиктинцев в Уимондхаме, XII в.

Родился около 1340 года. По единогласному утверждению антиквария XVI века Джона Бойла и историка XVII века Артура Питса, он был родом из Уолсингема в Норфолке. С детства, которое Томас провел в Хартфордшире, судьба связала его с аббатством Св. Альбана, где прошла практически вся его жизнь.
Учился богословию в Оксфорде, о чём сам Уолсингем упоминает в своей «Истории Англии». Сент-Олбанское аббатство все это время сохраняло тесные отношения со своим воспитанником, послав его учится сперва в школу Святого Альбана, а затем в Глостерский колледж.
Впоследствии, уже после возвращения в Сент-Олбанс, Уолсингем получил музыкальное образование. С 1380 года занимал в монастыре должности регента хора и главы скриптория. 
В 1381 году пережил события восстания Уота Тайлера, в ходе которого Сент-Олбанское аббатство серьёзно пострадало. Был решительно настроен против повстанцев, критически описав их в своих «Хрониках Англии» (1388), направленных также против Джона Гонта герцога Ланкастерского.
В 1394 году назначен был аббатом Томасом де Ла Мором приором аббатства в Уимондхаме в Норфолке, но после смерти последнего в 1395 году вернулся в Сент-Олбанс, где в 1395—1418 годах возглавлял монастырский скрипторий.
Более о его жизни неизвестно почти ничего. Питт пишет, что при Генрихе VI Уолсингем был удостоен звания королевского историографа (лат. regius historicus). Бейл и Питт утверждают, будто находясь в этой должности, Уолсингем прожил до 1440 года, хотя доподлинно известно, что он скончался в Сент-Олбансе ещё в 1422 году, за 18 лет до указанной ими даты.

## Сочинения
Является автором нескольких сочинений, над некоторыми работал параллельно. Так, одновременно со своим главным трудом — продолжением «Великой хроники» (лат. Chronica Majora) Матвея Парижского с 1272 по 1422 год, составлял «Книгу благодетелей», в которой привёл краткие сведения о всех известных донаторах монастыря в Сент-Олбансе. Также продолжил «Деяния аббатов Сент-Олбанского монастыря» (лат. Gesta Abbatum Monasterii Sancti Albani) Матвея Парижского и его продолжателей с 1308 по 1396 год. 
Написал также «Хронику Англии» (лат. Chronicon Angliae), охватывающую события 1328—1388 годов, «Краткую хронику» (лат. Historia brevis), доведённую до 1422 года, «Историю Александра Великого», комментарий к «Метаморфозам» Овидия и трактат о музыкальных ритмах. В 1420 году преподнёс королю Генриху V «Описание Нормандии» (лат. Ypodigma Neustriæ), в котором изложил её историю с 911 по 1419 год, а также обосновал права английской короны на владение герцогством, возведя род самого Генриха через Вильгельма Завоевателя к основателю последнего Роллону.
Предположительно написал также «Историю Англии» (лат. Historia Anglicana) и продолжил «Хроники Сент-Олбанса» (лат. Chronica Monasterii S. Albani) за 1394—1422 годы.
В качестве источников, помимо хроники Матвея Парижского, Уолсингем использовал исторические сочинения Гийома Жюмьежского, Уильяма Мальмсберийского, Радульфа де Дисето, Роджера Ховеденского, Уильяма Ришангера, Уолтера из Хемингбурга, Николая Тривета, Адама Муримута, Ранульфа Хигдена, Генри Найтонского, Джона Бромптона, а также анналы Сент-Олбанского монастыря, которые велись там с конца XI столетия. Значительную ценность его произведениям придаёт использование в них массы документов из архива аббатства, рисующих хозяйственную жизнь и управление монастырскими манорами, что делает их ценным материалом по социально-экономической истории Англии конца XIV — начала XV века.
Не будучи чистым компилятором текстов своих предшественников, Томас Уолсингем нередко даёт личные оценки описываемым событиям, превращая, вслед за морализатором Матвеем Парижским, свои рассказы в некое подобие проповедей. Будучи противником тирании Ричарда II и приветствуя приход к власти Ланкастерской династии, он, тем не менее, критически отзывается о Джоне Гонте. Осуждая восстание Уота Тайлера, он открыто сочувствует страданиям бедняков, показывает своё знакомство с ересью Джона Уиклифа и последовательно осуждает единоличную королевскую власть.
По словам Артура Питса, мы обязаны Уолсингему знанием многих исторических фактов, которых нет у других хронистов, поэтому для времён правления Ричарда II, Генриха IV и Генриха V его можно признать главным авторитетом. Советский медиевист-источниковед О. Л. Вайнштейн справедливо отметил, что из всех продолжателей хроники Матвея Парижского он являлся наиболее оригинальным, а после его смерти летописание в Сент-Олбансе заглохло совсем.
Историк профессор Колледжа Св. Иоанна Оксфордского университета Джозеф Робсон Таннер приписывал также Уолсингему латинский трактат «De Generatione et Natura Deorum», рукопись которого он обнаружил в библиотеке своего заведения, однако богословская направленность этого произведения явно не совпадает с литературными предпочтениями хрониста. Предполагается, что Уолсингем также мог быть автором аллитерационной поэмы «Ответ монаха Доу Топиаса Джеку Упланду» (англ. Reply of Friar Daw Topias to Jack Upland), датированной 1402 или 1419 годом и упоминающей легендарного Робин Гуда, рукопись которой сохранилась в собрании Бродлианской библиотеки в Оксфорде, но эта гипотеза не получила достаточных доказательств. 
«Великая хроника» Уолсингема дошла до нас в нескольких рукописях, лучшие из которых находятся в Британской библиотеке в Лондоне (Royal MS 13.E.i) и Бодлианской библиотеке Оксфордского университета (MS 462). Наиболее полные манускрипты «Деяний Сент-Олбанских аббатов» сохранились в собрании Коттона Британской библиотеки (Claudius MS E.iv) и библиотеке колледжа Корпус-Кристи Кембриджского университета (MS 7), причём последний из них содержит также текст «Истории Англии». Наиболее исправная рукопись «Описания Нормандии» также хранится в библиотеке колледжа Корпус-Кристи под шифром MS 240.
«Краткая хроника» Томаса Уолсингема впервые была напечатана в 1574 году в Лондоне известным антикварием Джоном Стоу, а «Хроника Англии» опубликована там же в 1594-м под заглавием «Historia brevis Angliæ ab Eduardo I ad Henricum V», и в 1603 году вместе с «Описанием Нормандии» переиздана во Франкфурте Уильямом Кемденом в сборнике «Старинных известий об Англии, Нормандии, Ирландии и Уэльсе» (лат. Anglica, Normannica, Hibernica, Cambrica, a veteribus scripta). Научные издания «Истории Англии» (лат. Historia Anglicana), «Деяний аббатов Сент-Олбанского монастыря» и «Описания Нормандии» вышли в 1863—1864, 1867—1869, 1876 годах в Лондоне в академической серии Rolls Series под редакцией лексикографа и антиквария Генри Томаса Райли. Новейшее издание «Большой хроники» выпущено в 2005 году Дэвидом Пристом под редакцией Джеймса Кларка.

## Список произведений
- «Chronica Majora» (1388)
- «Chronicon Angliæ» (1388)
- «Gesta Abbatum» (1390—1394)
- «The St Albans» (1394)
- «Historia Anglicana». Авторство Уолсингема в отношении неё оспаривается
- «Ypodigma Neustriæ» (1419)[8]

## Издания
- Thomas Walsingham. Historia Anglicana, edited by Henry Thomas Riley. — Volumes I—II. — London: Longman & Company, 1863—1864. — (Rerum Britannicarum Medii Aevi Scriptores).
- Thomas Walsingham. Gesta Abbatum Monasterii S. Albani, edited by Henry Thomas Riley. — Volumes I—III. — London: Longman & Company, 1867—1869. — (Rerum Britannicarum Medii Aevi Scriptores).
- Thomas Walsingham. Ypodigma Neustriae, edited by Henry Thomas Riley. — London: Longman & Company, 1876. — lxxxix, 614 p. — (Rerum Britannicarum Medii Aevi Scriptores).
- The Chronica Maiora of Thomas Walsingham 1376—1422, with introduction and notes by James G. Clark. Edited by David Preest. — Woodbridge: Boydell & Brewer, 2005. — viii, 471 p. — ISBN 978-1846153808.